# Ricardo Infante
Ricardo Infante (La Plata, 21 juni 1924 – aldaar, 14 december 2008) was een Argentijnse voetballer. Hij staat op de negende plaats in de topschutterslijst van de Argentijnse competitie. 
Hij maakte zijn debuut voor Estudiantes in 1942 en scoorde zijn eerste goal op 1 augustus 1943 in een wedstrijd tegen Chacarita Juniors. In 1952 verliet hij samen met Manuel Pelegrina de club voor Huracán. In 1957 keerde hij echter terug. Na Pelegrina is hij de speler die het meest gescoord heeft voor de club. Na een knieblessure weigerde Estudiantes zijn contract te verlengen in 1960 waardoor hij voor de concurrentie Gimnasia koos. Na één seizoen ging hij op pensioen. 